# Keurig Dr Pepper
Keurig Dr Pepper, precedentemente Keurig Green Mountain e Green Mountain Coffee Roasters, è un'azienda statunitense produttrice di macchine per caffè, nata nel 1981.
Il 28 gennaio 2018, Keurig acquisisce la Dr Pepper Snapple Group con un accordo di 18,7 miliardi di dollari.